# Thunder-ceremonien
Thunder-ceremonien blev udført af de kosmisk-orienterede skidi pawneer omkring forårets første torden. Med ceremonien bragte de først det hellige Evening Star bundt ud af dets dvaletilstand efter vinteren og tilførte det nye kræfter eller ny formåen til gavn for folket. Fem præster afholdt den tidskrævende ceremoni, der markerede indledningen på årets serie af ceremonier frem mod næste vinter.:43 
En skidi sponsorerede ceremonien ved at donere majs og kød til brug som offergaver og til forplejningen af præsterne og de øvrige tilstedeværende.:59 
Rammen om thunder-ceremonien var ofte jordhytten med Evening Star bundtet i Center Village i Nebraska; men en tipi kom i brug, hvis skidierne var ude på prærien, når det uforudselige tidspunkt for ceremonien indtraf.:43 
Præsterne indledte ceremonien ved at synge om verdens skabelse skildret med ordene fra en givet og slavisk fulgt tekst. Dernæst kom placeringen af flere offerpinde til forskellige stjerner samt et røgoffer til altings skaber,:43  Tirawahut (Father Who Is Everywhere Above).:181  Ceremoniens næste akt var en sang om, hvordan Tirawahut antog fysisk form som Wonderful Being for at vandre rundt på jorden og bringe liv til dens lavlande, bakker og vandløb:50-51  med sin ånde af torden og sit blik af lyn.:49  Præsterne nåede nu til folkets sang, der handlede om skidierne selv. Sangen beskrev en spejder, der i imitation af Wonderful Beings færd på jorden krydsede vandløb og gik op på højdepunkter for at finde bisoner og siden hans hjemkomst med nyheden om en lokaliseret hjord. Et offer af tobaksrøg fra en hellig pibe til universets forskellige kræfter gik forud for placeringen af små offergaver af majs og kød på bestemte steder i jordhytten eller tipien. Selve højtideligheden var dermed slut. Præsterne og de øvrige tilstedeværende nød resten af den donerede mad efter den lange ceremoni.:43 
Hvis præsterne sang den fuldstændige tekst i alle ceremoniens sange, skulle de huske 2800 verslinjer. En forkortet udgave var på 738 linjer.:48 
Den basale thunder-ceremoni måtte siden gentages i en forkortet form for hvert af skidi byernes hellige bundter,:62  før man kunne afholde den næste forårs-ceremoni, kawaharu- eller good fortune-ceremonien.:71 
Andre betegnelser for thunder-ceremonien er creation-ceremonien:32  og renewal-ceremonien.:43 

## Thunder-ceremonien

### En fortælling om verdens skabelse
Ceremonien var forankret i skidiernes skabelsesberetning samt deres tro på almægtige kræfter i himmelhvælvet over dem, herunder flere navngivne stjerner. Hvert år oplevede skidierne, hvordan disse kræfter gentog skabelsen af landjorden og livet i en mindre skala ved at lade foråret erstatte vinteren; det var den oprindelige skabelse af jorden og dermed også livets genkomst hvert forår, som sangene i thunder-ceremonien berettede om.:48 

### Evening Star bundtet
I begyndelsen forklarede Evening Star selv skidierne,:31  hvordan Evening Star bundtet skulle sammensættes, og også hvordan det skulle omvikles med et gulligt bisonskind af en vinterkalv.:112  (Bundtet omtales derfor også som Calf bundtet).:34  Bundtet rangerede over de øvrige hellige bundter, og Evening Star præsten indtog den højeste position blandt præsterne.:36  Bundtet hørte til i Center Village,:34  hvor det hang over et lavt og simpelt tillavet alter af jord i den vestlige bue af høvdingens jordhytte.:7 
Bundtet indeholdt bl.a. to majskolber, fuglehamme, rød og hvid farve, små skalpe-stykker, flettede strå af festgræs til røgelse:53  samt et sort pibehoved og tobak.:55 

### Tidspunktet for ceremonien
Ceremonien fandt gerne sted engang i marts,:182  omkring forårs-jævndøgn. Præsterne forberedte sig og begyndte at afvente forårets første, rullende torden, når bl.a. to små stjerner, kaldt The Swimming Ducks, stod i en bestemt position på nattehimlen.:13 
Straks den rigtige slags torden buldrede, uden hensyn til nat og dag, begav præsterne sig hen til stedet med Evening Star bundtet og påbegyndte ceremonien.:56 

### Bundtet åbnes
Evening Star præsten stod i spidsen for ceremonien. Fire andre præster deltog samt de fire høvdinge i Old Village, som hver ejede og vogtede over et af skidiernes fire næstvigtigste bundter.:8  To assistenter ved indgangen til hytten eller tipien udførte praktiske opgaver. Hver aktiv deltager havde sin faste plads. Interesserede mænd måtte gerne overvære ceremonien.:56  Et bål brændte midt i rummet,:45  og et symbolsk malet bisonkranie lå i nærheden af det.:56 
Med aktørerne på plads og alting klar åbnede Evening Star præsten bundtet og spredte indholdet ud på et skind på jorden i en fastlagt orden. Alle de forsamlede malede sig i ansigtet og på kroppen med rød farve. Præsten istemte den første sang, mens hjælpe-præsterne sang med og angav rytmen med rangler af græskar hentet af de to assistenter.:58 

### De første sange
Ceremoniens sange var bygget op på en kompleks måde typisk for skidierne. Den første sang startede med 26 feminine vers (fordi kvinden var den først skabte blandt skidierne) fulgt af 30 maskuline vers.:43 
Hvert af de 26 feminine vers bestod af fire grundlinjer, der blev sunget og derpå gentaget. Under den næste dobbelte repetition af grundlinjerne skete der en vigtig ændring, idet det første ord i den tredje linje blev udskiftet med et nyt ord; og så fremdeles.:44  De 26 skiftende ord beskrev den fremadskridende skabelse af alting. Sangen beskrev først landjordens tilblivelse, så plantelivets opståen og skabelsen af vandløbene og siden af plantefrøene (underforstået især kernerne af den dyrkede majs). Ved sangens slutning var fremkomsten af bl.a den vækstfremmende regn, en jordhytte med både sovepladser og et bålsted samt til sidst en pibe også blevet nævnt.:43  Præsterne havde sunget 208 linjer (4x2x26) efter hukommelsen.:44 
De maskuline vers var bygget op på en lignende, skønt ikke ganske ens, måde.:46  Her fortalte de skiftende ord bl.a. om en mands klædedragt, genstandene i et krigsbundt, fire benyttede farver med symbolsk betydning samt våbnene anvendt under jagt og krig.:45-46 
Efter en pause fulgte flere komplekse sange, som Evening Star præsten dog kunne forkorte efter bestemte regler.:46  Visse dele af teksterne sang præsterne i den dybeste bas for at imitere lyden af torden.:46 

### Røgofferet
Ceremoniens sponsor stak 16 rødmalede offerpinde med bl.a. tobak, blå perler og en stump helliggjort skalp ned i jorden rundt om hytten eller tipien efter præsternes anvisninger. Pindene stod, så de afspejlede den indbyrdes position af stjernerne og himmellegemerne, som offergaverne var tiltænkt.:59 
Derpå ofrede en af præsterne lidt tobak, tørret bisontunge og - hjerte samt en del af en skalp på et udendørs offerbål i taknemmelighed over alt, Tirawahut havde gjort for skidierne. Når røgen fra offergaverne steg til vejrs, sang præsterne i jordhytten samtidig om et røgoffer, der steg op til Tirawahut, Morning Star, Big Black Meteoric Star og Wolf Star.:48 

### Sangen om Wonderful Being
Sangen om Wonderful Beings færd fra det vestlige himmelrum og ned på landjorden for at fylde den med liv var bygget op om et vers med 10 linjer. Linjerne et, fem og ni var ens, og de blev udskiftet med den samme nye tekstlinje, når verset blev afsunget næste gang. Hver ny linje førte fortællingen om Wonderful Beings færden og bedrifter videre frem. Præsterne måtte indsætte 119 skiftende linjer i verset i den rigtige rækkefølge, hvis de sang den fulde tekst.:50-51 

### Sangen om folket
Sangen om skidierne mindede i sin grundform om sangen om Wonderful Being. Et ny tekstlinje erstattede tre enslydende linjer i et vers på 10 linjer. Gennem 35 skiftende småsætninger skildrede præsterne historien om en spejder på udkig efter bisoner og jublen i byen ved hans hjemkomst med godt nyt.:51 
Ceremoniens sponsor pustede tobaksrøg fra Evening Star bundtets hellige pibe i retning af først de rødmalede offerpinde og derpå mod selve de repræsenterede stjerner og himmellegemer.:60 

### Afslutningen
Evening Star præsten pakkede det åbnede bundt sammen igen, efter at genstandene var blevet renset i en røgelse af fedt og festgræs.:61 
På bestemte steder i jordhytten eller tipien lagde sponsoren små offergaver af nykogt majs og kød.:179  Resten af majsen og kødet blev ligeligt fordelt mellem de tilstedeværende. Evening Star præsten erklærede det nye års første ceremoni for slut.:62 